# Lafnitz (Steiermark)
Lafnitz ist eine österreichische Gemeinde mit 1451 Einwohnern (Stand 1. Jänner 2025) in der Steiermark an der Landesgrenze zum Burgenland. Die Gemeinde liegt im Gerichtsbezirk Fürstenfeld und im politischen Bezirk Hartberg-Fürstenfeld.

## Geografie

### Geografische Lage
Lafnitz liegt im Osten der Steiermark im Lafnitztal. Politisch gehört die Gemeinde zum Bezirk Hartberg-Fürstenfeld, dessen Bezirkshauptstadt Hartberg etwa zehn Kilometer südwestlich davon liegt. Die Gemeinde liegt am gleichnamigen Fluss Lafnitz, einem Nebenfluss der Raab.
Die Lafnitz bildet südlich-östlich von Lafnitz die Grenze zwischen der Steiermark und dem Burgenland. Das Gemeindegebiet erstreckt sich entlang des Haidwaldes, wobei sich die Besiedlung nur im Norden und im Süden befindet. Die Gemeindeteile im Süden werden vom Lungitzbach durchflossen.

### Gemeindegliederung
| Katastralgemeinden                                              | Ortschaften in der Gemeinde                                                           |
| --------------------------------------------------------------- | ------------------------------------------------------------------------------------- |
| Lafnitz (7,54 km²) Oberlungitz (3,56 km²) Wagendorf ((4,42 km²) | Lafnitz (D) Lafnitzer Haide (R) Oberlungitz (D) · Wagendorf (D) Wagendorfer Haide (R) |
| Legende                                                         |                                                                                       |

| In der Spalte Katastralgemeinden sind sämtliche Katastralgemeinden einer Gemeinde angeführt. In der Klammer ist die jeweilige Fläche in km² angegeben. |
| In der Spalte Ortschaften sind sämtliche von der Statistik Austria erfassten Siedlungen, die auch eine eigene Ortschaftskennziffer aufweisen, angeführt. In der Hierarchieebene derselben Spalte, rechts eingerückt, werden nur Ansiedlungen, die mindestens aus mehreren Häusern bestehen, dargestellt. Die wichtigsten der verwendeten Abkürzungen sind: - M = Hauptort der Gemeinde - Stt = Stadtteil - R = Rotte - W = Weiler - D = Dorf - ZH = Zerstreute Häuser - Sdlg = Siedlung - Hgr = Häusergruppe - E = Einzelgehöft (nur wenn sie eine eigene Ortschaftskennziffer haben) Die komplette Liste der Statistik Austria ist in: Topographische Siedlungskennzeichnung nach STAT Zu beachten ist, dass manche Orte unterschiedliche Schreibweisen haben können. So können sich Katastralgemeinden anders schreiben als gleichnamige Ortschaften bzw. Gemeinden. Quelle: Statistik Austria – |

Lafnitz besteht aus drei Katastralgemeinden und gleichnamigen Ortschaften (Einwohner Stand 1. Jänner 2025):
- Lafnitz (987 Ew.) mit der Rotte Lafnitzer Haide
- Oberlungitz (211 Ew.)
- Wagendorf (253 Ew.) mit der Rotte Wagendorfer Haide

### Eingemeindungen
Am 1. Jänner 1959 wurden die selbständigen Gemeinden Oberlungitz und Wagendorf zur Gemeinde Lungitztal vereinigt, diese wurde am 1. Jänner 1969 eingemeindet.

### Nachbargemeinden
| Rohrbach an der Lafnitz | Rohrbach an der Lafnitz                     | Neustift an der Lafnitz |
| Grafendorf bei Hartberg | Kompassrose, die auf Nachbargemeinden zeigt | Loipersdorf-Kitzladen   |
| Grafendorf bei Hartberg | Sankt Johann in der Haide                   | Markt Allhau            |

## Geschichte
Erste Spuren der Besiedlung des Gemeindegebietes reichen in das 4. Jahrtausend v. Chr. zurück, als die Oststeiermark durch das Lafnitztal besiedelt wurde. In der Römerzeit führte durch das heutige Gemeindegebiet eine Römerstraße von Baden in das Siedlungsgebiet bei Hartberg, die hier den Fluss kreuzte.
Da Lafnitz denselben Namen trägt wie der Fluss, an dem es liegt, beziehen sich die ersten Erwähnungen auf den Fluss. Im Jahre 864 wird dieser in einer von Ludwig dem Deutschen ausgestellten Schenkungsurkunde erstmals erwähnt. Das darin erwähnte „Gut an der Lafnitz“ könnte die heutige Gemeinde bezeichnen, da es in einer Urkunde aus dem Jahr 1272 als nahe Rohrbach gelegen weiter präzisiert wird.
Das heutige Dorf Lafnitz wird schließlich im Jahr 1184 erstmals als Lavenz in einer Urkunde des Chorherrenstiftes Vorau erwähnt. Der Ortsname veränderte sich im Laufe der Jahre über Laffnicz (1445), Laffnitz (1497) und Lafnicz (1506) zur heute verwendeten Schreibweise, die erstmals 1527 vorkommt.
Durch die Nähe zur Grenze nach Ungarn ist das Dorf häufig Opfer von feindlichen Überfällen geworden. Im 15. bis 18. Jahrhundert waren es vornehmlich die Ungarn, Türken und Kuruzen, die Lafnitz stark zusetzten, bevor im Jahre 1805 die napoleonischen Truppen durch das Land zogen.

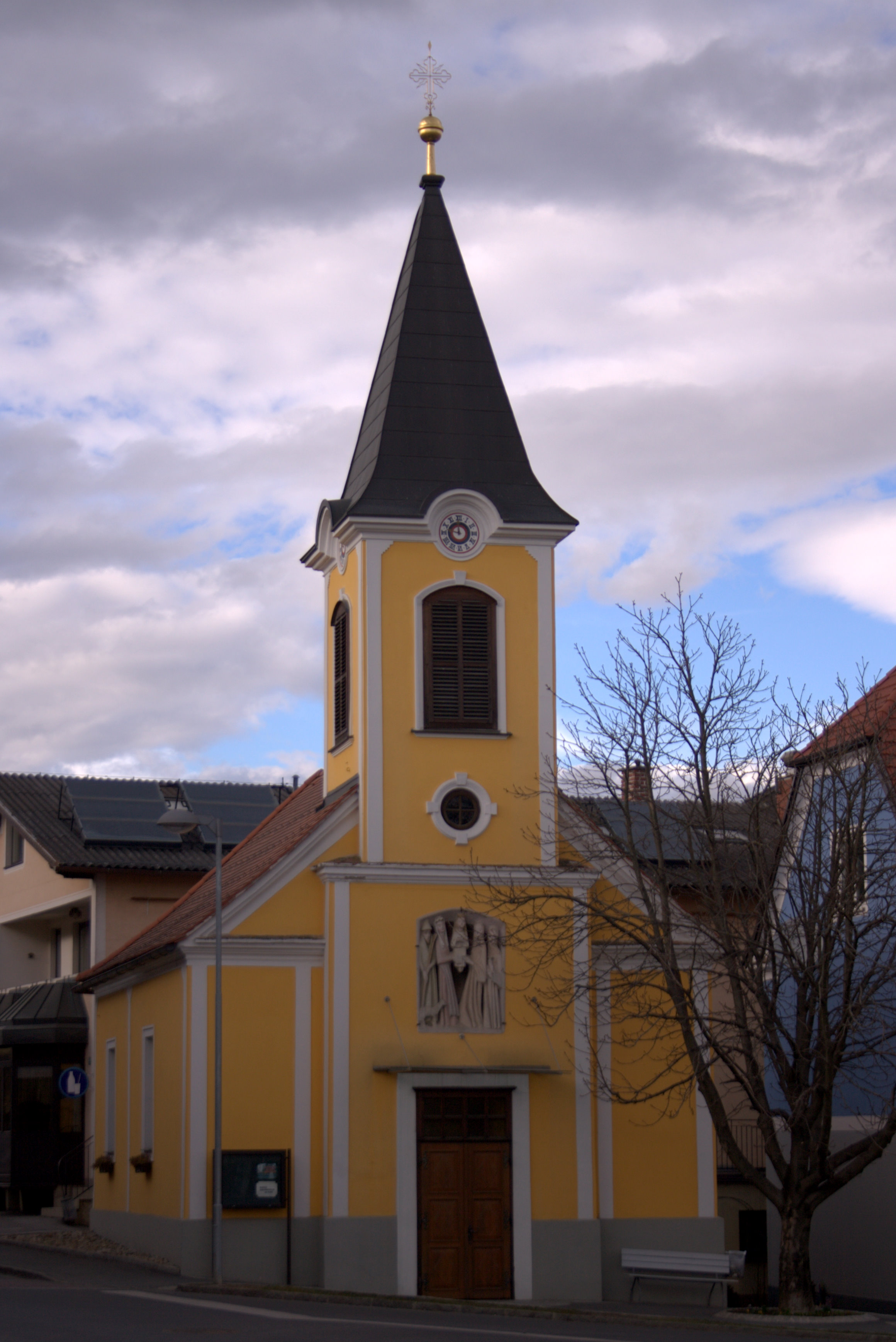
Ortskapelle in Lafnitz

### Bevölkerungsentwicklung
| Lafnitz: Einwohnerzahlen von 1869 bis 2024          | Lafnitz: Einwohnerzahlen von 1869 bis 2024 | Lafnitz: Einwohnerzahlen von 1869 bis 2024 | Lafnitz: Einwohnerzahlen von 1869 bis 2024 | Lafnitz: Einwohnerzahlen von 1869 bis 2024 |
| --------------------------------------------------- | ------------------------------------------ | ------------------------------------------ | ------------------------------------------ | ------------------------------------------ |
| Jahr                                                |                                            |                                            |                                            | Einwohner                                  |
| 1869                                                | 1869                                       |                                            | 793                                        | 793                                        |
| 1880                                                | 1880                                       |                                            | 877                                        | 877                                        |
| 1890                                                | 1890                                       |                                            | 881                                        | 881                                        |
| 1900                                                | 1900                                       |                                            | 879                                        | 879                                        |
| 1910                                                | 1910                                       |                                            | 940                                        | 940                                        |
| 1923                                                | 1923                                       |                                            | 914                                        | 914                                        |
| 1934                                                | 1934                                       |                                            | 934                                        | 934                                        |
| 1939                                                | 1939                                       |                                            | 941                                        | 941                                        |
| 1951                                                | 1951                                       |                                            | 1.098                                      | 1.098                                      |
| 1961                                                | 1961                                       |                                            | 1.191                                      | 1.191                                      |
| 1971                                                | 1971                                       |                                            | 1.342                                      | 1.342                                      |
| 1981                                                | 1981                                       |                                            | 1.313                                      | 1.313                                      |
| 1991                                                | 1991                                       |                                            | 1.423                                      | 1.423                                      |
| 2001                                                | 2001                                       |                                            | 1.432                                      | 1.432                                      |
| 2011                                                | 2011                                       |                                            | 1.409                                      | 1.409                                      |
| 2021                                                | 2021                                       |                                            | 1.451                                      | 1.451                                      |
| 2024                                                | 2024                                       |                                            | 1.464                                      | 1.464                                      |
| Quelle(n): Statistik Austria, Gebietsstand 1.1.2021 |                                            |                                            |                                            |                                            |

## Kultur und Sehenswürdigkeiten

### Sport
Der Fußballverein SV Lafnitz spielt seit der Saison 2018/19 in der 2. Liga.

## Wirtschaft und Infrastruktur

### Verkehr
Lafnitz liegt direkt an der in diesem Bereich gut ausgebauten Wechsel Straße B 54 von Wiener Neustadt nach Hartberg. Sie führt nicht durch das Ortsgebiet, sondern in einer langgezogenen Kurve herum. Auch die Süd Autobahn A 2 von Wien nach Graz ist nicht weit entfernt und über die Anschlussstelle Pinkafeld (100) in etwa neun Kilometer (für den Gemeindeteil Lafnitz) bzw. über die Anschlussstelle Hartberg (115) in etwa sieben Kilometer (für die Gemeindeteile Wagendorf und Oberlungitz) zu erreichen.
Die Thermenbahn von Wien nach Fehring führt zwar durch das Gemeindegebiet, der Haltepunkt Lafnitz wird aber nicht mehr bedient. Der nächste Bahnhof ist deshalb Grafendorf in etwa vier Kilometer Entfernung. Hier bestehen zweistündliche Regionalzug-Verbindungen.
Der Flughafen Graz und der Flughafen Wien-Schwechat sind jeweils ca. 100 km entfernt.

### Bildung
Alle Kinder werden seit dem Schuljahr 2008/09 in der Volksschule Lafnitz unterrichtet. Davor gab es auch in Wagendorf eine Volksschule, die allerdings nur einklassig geführt wurde. Weiterführende Schulen befinden sich in Grafendorf und in Hartberg.

## Politik

### Bürgermeister
In der konstituierenden Sitzung des Gemeinderats am 17. April 2025 wurde Andreas Hofer einstimmig zum Bürgermeister gewählt.
Dem Gemeindevorstand gehören weiters Vizebürgermeister Markus Köppel (SPÖ) und der Gemeindekassier Thomas Putz  (SPÖ) an.
Amtsleiter ist Christian Notter.

### Gemeinderat
Der Gemeinderat besteht aus 15 Mitgliedern. Nach dem Ergebnis der Gemeinderatswahl 2025 setzt sich dieser wie folgt zusammen:
- 12 Mandate SPÖ,
- 3 Mandate ÖVP

| Partei          | 2025             | 2025             | 2025             | 2020   | 2020   | 2020   | 2015             | 2015             | 2015             | 2010             | 2010             | 2010             | 2005             | 2005             | 2005             | 2000             | 2000             | 2000             | 1995             | 1995             | 1995             |
| Partei          | Sti.             | %                | M.               | Sti.   | %      | M.     | Sti.             | %                | M.               | Sti.             | %                | M.               | Sti.             | %                | M.               | Sti.             | %                | M.               | Sti.             | %                | M.               |
| --------------- | ---------------- | ---------------- | ---------------- | ------ | ------ | ------ | ---------------- | ---------------- | ---------------- | ---------------- | ---------------- | ---------------- | ---------------- | ---------------- | ---------------- | ---------------- | ---------------- | ---------------- | ---------------- | ---------------- | ---------------- |
| SPÖ             | 752              | 75,2             | 12               | 457    | 48,05  | 8      | 446              | 44,78            | 7                | 466              | 47,21            | 7                | 514              | 50               | 8                | 516              | 51               | 8                | 633              | 63               | 10               |
| ÖVP             | 204              | 20,4             | 3                | 381    | 40,06  | 6      | 462              | 46,39            | 7                | 439              | 44,48            | 7                | 505              | 50               | 7                | 280              | 28               | 4                | 319              | 32               | 5                |
| GRÜNE           | 44               | 4,4              | 0                | 78     | 8,20   | 1      | nicht kandidiert | nicht kandidiert | nicht kandidiert | nicht kandidiert | nicht kandidiert | nicht kandidiert | nicht kandidiert | nicht kandidiert | nicht kandidiert | nicht kandidiert | nicht kandidiert | nicht kandidiert | nicht kandidiert | nicht kandidiert | nicht kandidiert |
| FPÖ             | nicht kandidiert | nicht kandidiert | nicht kandidiert | 35     | 3,68   | 0      | 88               | 8,84             | 1                | 82               | 8,31             | 1                | nicht kandidiert | nicht kandidiert | nicht kandidiert | 207              | 21               | 3                | 59               | 6                | 0                |
| Wahlberechtigte | 1178             | 1178             | 1178             | 1198   | 1198   | 1198   | 1.150            | 1.150            | 1.150            | 1.120            | 1.120            | 1.120            | 1.124            | 1.124            | 1.124            | 1.098            | 1.098            | 1.098            |                  |                  |                  |
| Wahlbeteiligung | 85,74 %          | 85,74 %          | 85,74 %          | 80,3 % | 80,3 % | 80,3 % | 88 %             | 88 %             | 88 %             | 90 %             | 90 %             | 90 %             | 92 %             | 92 %             | 92 %             | 92 %             | 92 %             | 92 %             | 90 %             | 90 %             | 90 %             |

### Wappen
Die Verleihung des Gemeindewappens erfolgte mit Wirkung vom 1. Dezember 1998.
Blasonierung (Wappenbeschreibung): „Von Grün und Rot durch einen silbernen Fluß geteilt, im oberen Feld ein Abt- und Lilienstab von Silber schräg gekreuzt, im unteren Feld ein schrägrechter geminderter silberner Fluß.“